# Марек Матчинський
Марек Матчиньскі (Матчинський, пол. Marek Matczyński; 1631 — 10 лютого 1697, Яворів) — польський шляхтич, військовик, урядник, політичний і державний діяч Речі Посполитої, меценат. Представник роду Матчинських гербу Ястшембець.

## Життєпис
Народився 1631 року. Син Марека Матчинського та його дружини Ельжбети (?) Янковскої (Лоскої). Предки М. Матчинського походили з Малопольщі, наприкінці XVI ст. осіли в Руському воєводстві. Дитиною, подібно, перебував при дворі Якуба Собеського, де познайомився з майбутнім королем Яном III Собеським (Козьмян).
Початково обрав кар'єру військовика, був хорунжим полку короля Яна II Казимира. Брав участь у битві під Зборовом 1649 р. Напевне, можна стверджувати про його службу в корогві Пйотра Потоцкого у 1653—1655 роках; також був як депутат корогви. Брав участь у кампаніях українській 1654—1655 років, шведській, можливо, у виправі Стефана Чарнецкого, у виправі дуньській 1658 р. 1661 року став подільським мечником (під опікою Яна Собєского), 11 червня 1663 року став старостою гродовим грабовецьким. З часу рокошу Єжи Себастьяна Любомирського не розставався з протектором. Брав участь у битві під Віднем 1683 р., організував заслін для короля під час невдалої битви під Парканами 7 жовтня 1683 р. Додому повернувся коронним підкоморієм, 1686 р. став белзьким воєводою. Сильно підтримував короля на Сеймі 1688 р. (була суперечка зі С. Є. Любомирським) і 1688—1689 р. (висловлювався за усунення єпископів з сенату). Брав участь у молдавських «виправах» 1686, 1691 років. Хотів стати гетьманом польним коронним 1689—1693 року (або 1692), був підскарбієм великим коронним. Після цього став руським воєводою. З 1693 р. щораз сильніше хворів, тому 1695 р. у Варшаві написав заповіт. Під час безкоролів'я не грав вагомої ролі.
У заповіті призначив 2000 дукатів для фортифікації Львова, 1000 — для Перемишля. 100000 злотих віддав для потреб гетьмана великого коронного (закупи живності для війська), 70000 злотих передав під 7 % річних для викупу поляків, полонених турками, татарами.
Помер 10 лютого 1697 року в Яворові, був похований у костелі святого Марка у Варяжі. Не був одруженим, більшу частину маєтків успадкував подільський ловчий в 1726 р. Марек Матчиньскі, син брата — кам'янецького нотаріуса Александра Ігнація Матчинського.

### Маєтності, фундації

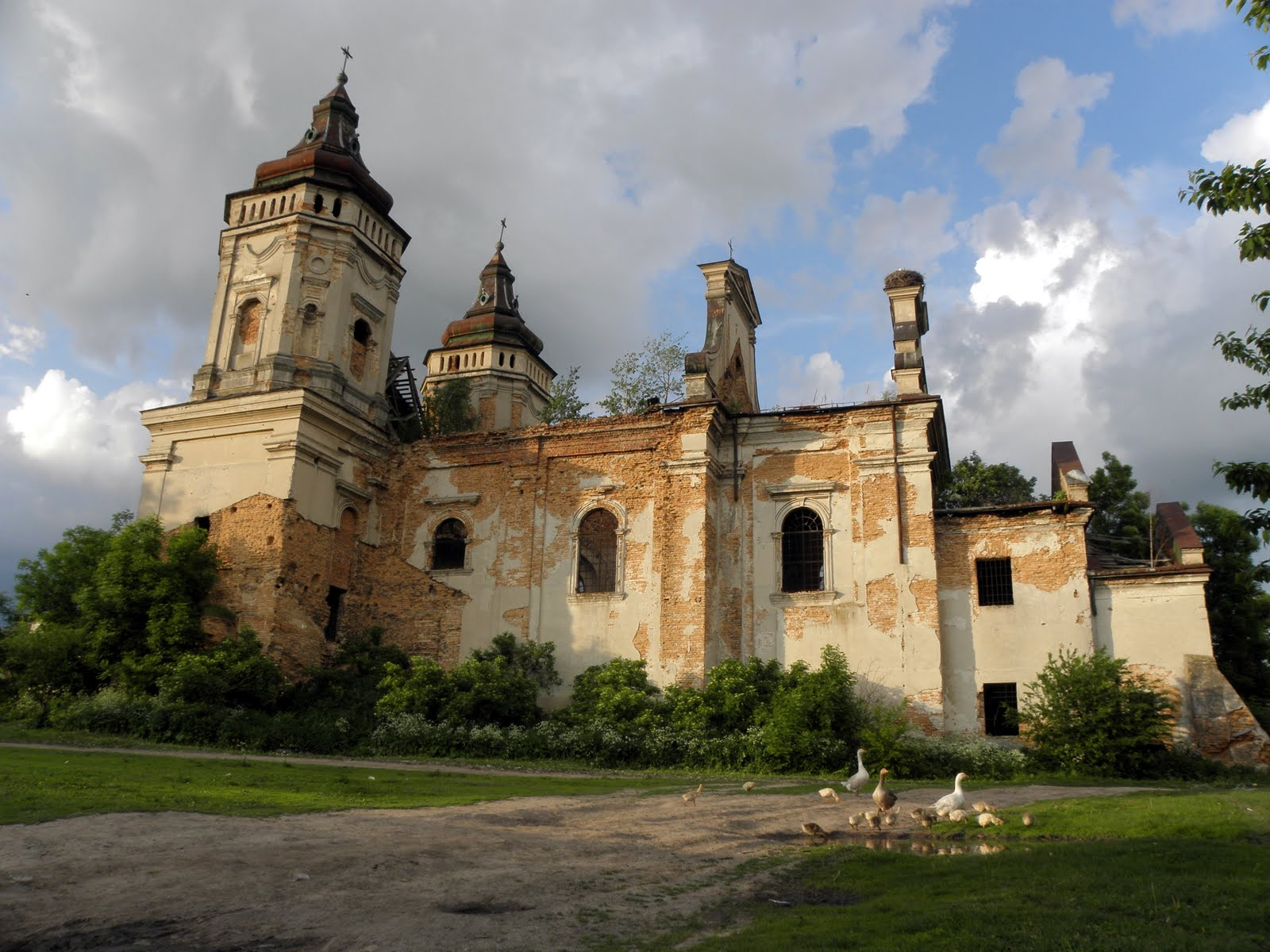
Варяж, Костел святого Марка

Скупив староства Грабовецьке, Белзьке, Грубешівське, Генеральне Руське, Ґруєцьке. Державив Ласки (Мазовія). Найбільші маєтки були біля Варяжа (Белзьке воєводство) та ін. Для Варяжа 1676 р. здобув право торгів та використання навколишніх лісів. 5 грудня 1690 р. надав міщанам значні привілеї. Наполіг на релігійній толеранції між православними, греко- і римо-католиками, юдеями. Заклав у Варяжі колегіум піярів 1688 р., для розбудови передав 50 000 злотих у заповіті. 1693 р. фундував костел святого Марка ордену піярів у Варяжі з власним портретом. 1695 р. Мав 160 000 злотих готівкою, також мав чимало коштовностей (золото, срібло з камінням).